# Câmpulung
Câmpulung  (in ungherese Hosszúmező, in tedesco Langenau) è un municipio della Romania di 27 574 abitanti, ubicato nel distretto di Argeș, nella regione storica della Muntenia.
Câmpulung, nella localizzazione attuale, venne fondata da coloni tedeschi attorno al X secolo, tuttavia a circa 4 km di distanza si trovano i resti del castrum romano di Jidava, potentemente fortificato, costruito ai tempi degli imperatori Commodo e Settimio Severo.

## Note

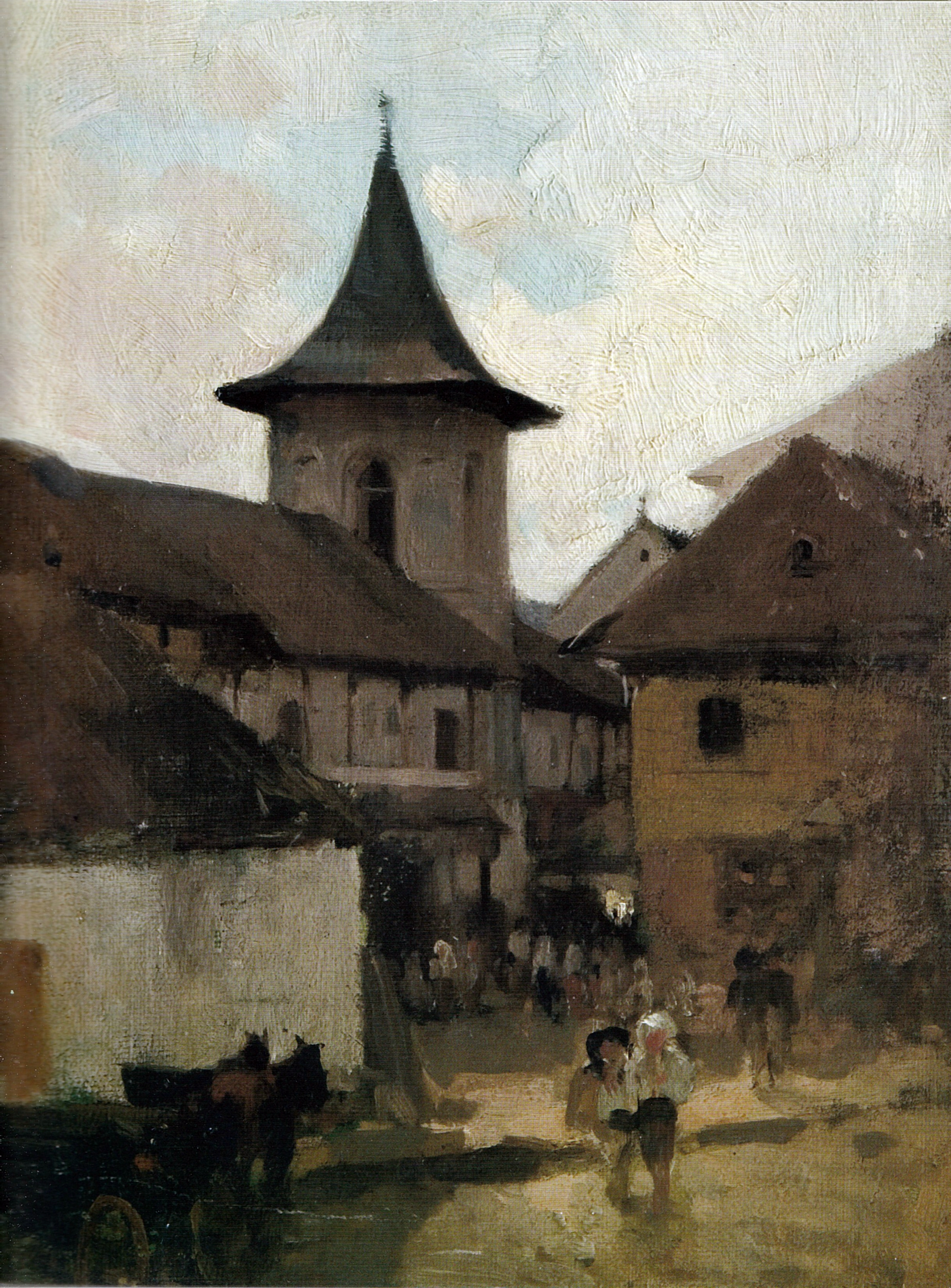
La chiesa cattolica di Câmpulung in un quadro di Nicolae Grigorescu

## Amministrazione

### Gemellaggi
Câmpulung è gemellata con:
- Soissons, dal 1995
- Popovo, dal 2005